# Szőlő

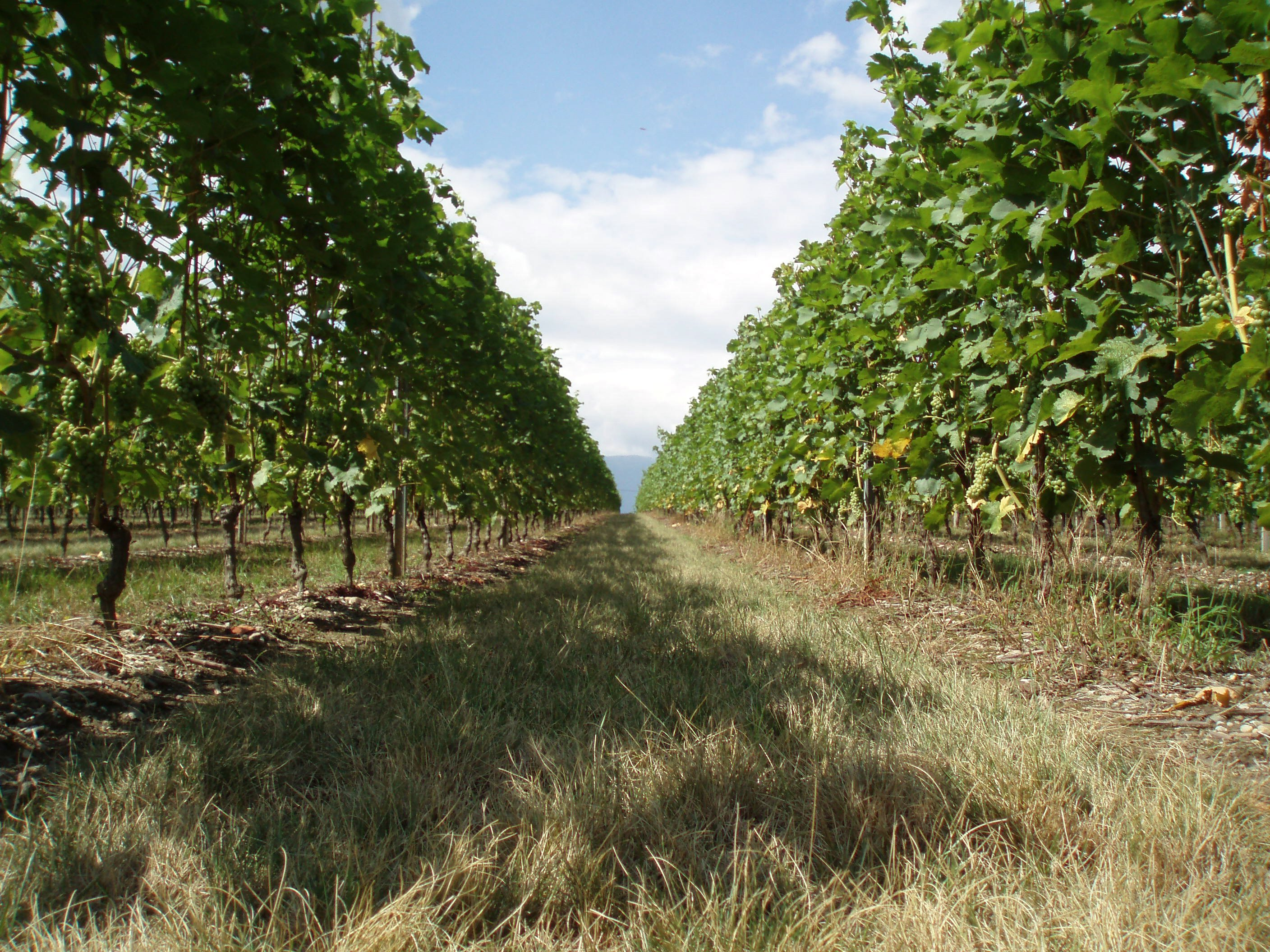
Szőlőhegy Genf kantonban

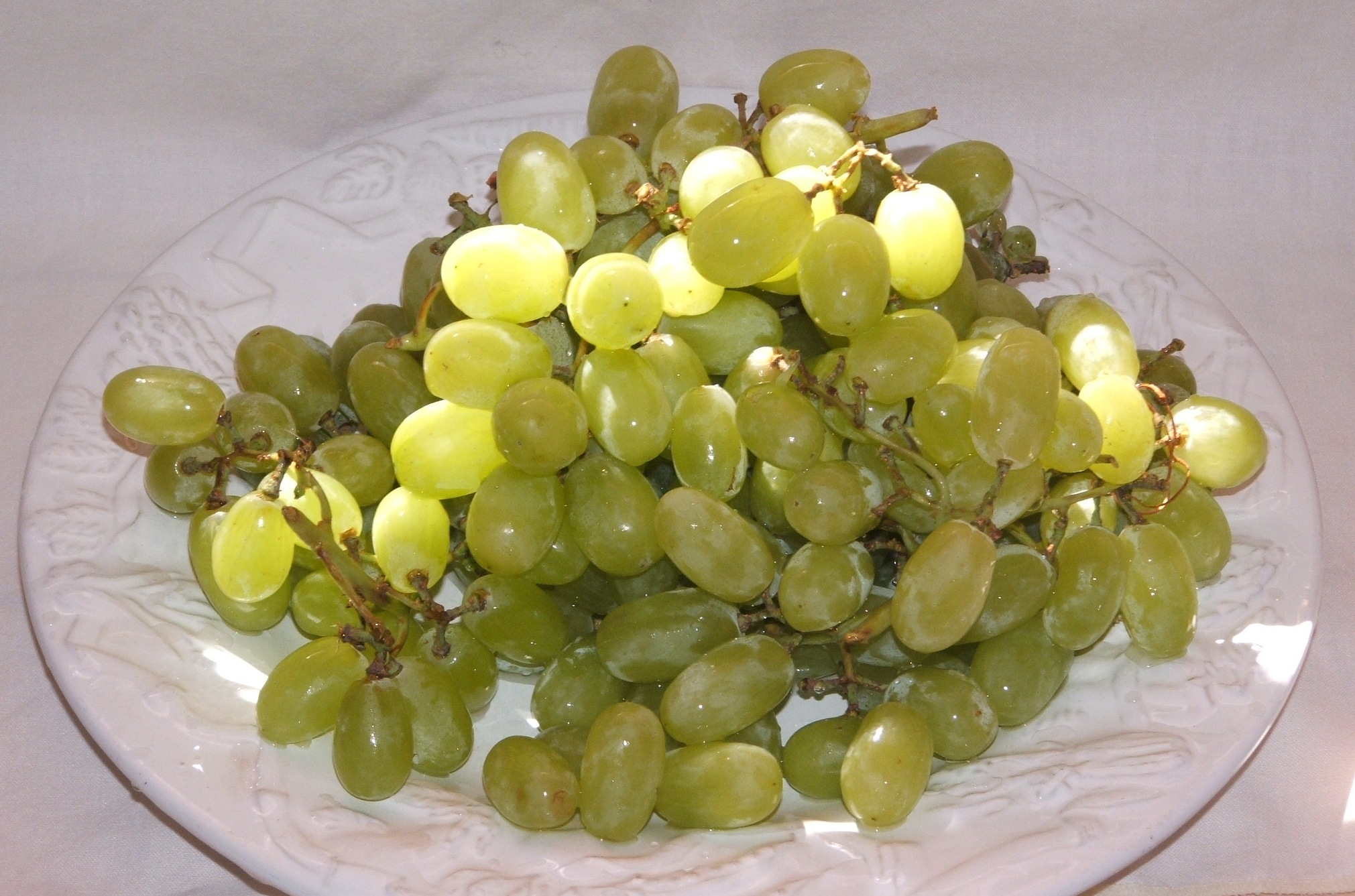
Magnélküli Thompson csemegeszőlő (vitis vinifera)

A szőlő (Vitis) a szőlőfélék (Vitaceae) családjának egyik sok fajt és azon belül sok alfajt magába foglaló nemzetsége. Minden ide tartozó növény közös jellemzője, hogy fás szárúak, terméseik fürtökben helyezkednek el és levelük általában tenyeresen összetett. Magyarország területén több mint ezer éve termesztenek bortermő szőlőt, a honfoglaló magyarok az akkori Dunántúlon már virágzó szőlőművelést találtak.
A szőlő hazánkban jóformán mindenütt megterem. Telepíteni elsősorban ott érdemes, ahol sok a napfény, a meleg és tápanyagban gazdag a talaj.

## Szőlő szavunk eredetéről
A Magyar etimológiai nagyszótár szerint szőlő szavunk ótörök eredetű, a csuvas sirla (bogyó) szóból származik. E mű szerint török eredetű bor szavunk is.
Alexandriai Hészükhiosz a trákok, trák–szkíták, avagy géták szavai között sorol fel egy görögösített, szőlő szavunkhoz hasonló alakú kifejezést: zelai (ζελαι).
Henricus Stephanus szókincstárában az említett kifejezés zilai (ζιλαι), zeila (ζειλα) alakban szerepel.
Cocks idézi a szóban forgó kifejezést, pontosabban egy görög mondatot, illetve egy Trákiában használt szkíta szókapcsolatot, melyben az említett szó felbukkan. Karnó dioti dieta dioti Karno dioti boro zelai Lénaika… (Κάρνω διότι διέτα διότι Κάρνω διότι βορό ζέλαι Ληναϊκά…) A boro zelai szókapcsolat első elemének alanyesete borosz (βορος), s jelentése a görögben torkos, falánk, a trák–szkíták nyelvében pedig sajtolt szőlő leve. A második elem, zelai (ζελαι) tartalma Hészükhiosz szerint bor. A görögös boro zelai szókapcsolat értelme eszerint sajtolt szőlő leve bor, magyarán szőlőbor.

## A szőlőnövény részei (gyökérzet, tőke, vessző)
A szőlő gyökérzete mélyen hatol a talajba, ezért a tartós szárazságot is jól tűri. A gyökérzet nagy része általában a forgatás mélységében helyezkedik el, de egyes gyökérrészek sokkal mélyebbre jutnak a talajszerkezet függvényében. Magas talajvízszintű (alföldi) szőlőkben, gyakran csak 1-2 méterre lévő talajvízszintig, kötött talajon, vagy mélyrétegű homoktalajon – ha kőpad nem akadályozza – 12-13 méterig is lehatol. Oldalirányú gyökerek 6-8 méter távolságig is terjedhetnek.

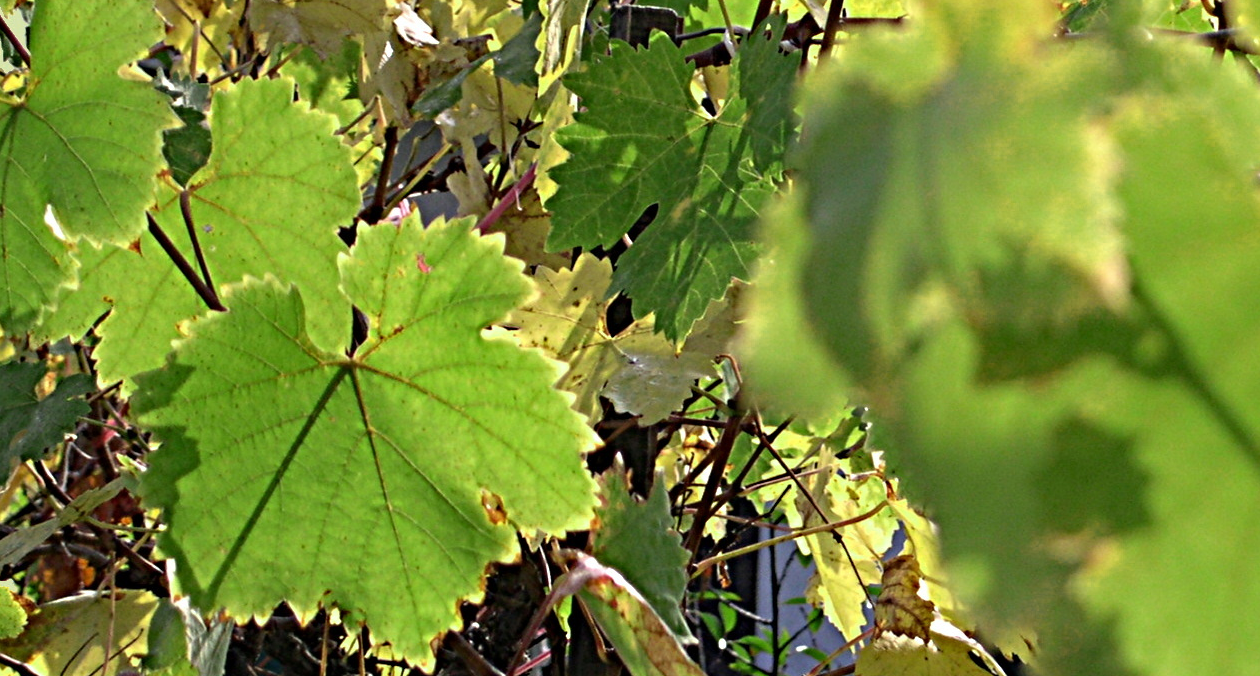
Szőlőlevelek

A talajból kiemelkedő vaskos, fás szárrész a szőlőtőke. A tőkéből hajtanak ki a vesszők, melyeken levél, kacs, virágzat, majd termés fejlődik.
Minden szőlőfürtön több szőlőszem található. Mindegyik szem egy-egy apró, zöld színű, illatos virág termőjéből fejlődik ki. A szőlőszem vékony, bőrszerű héján belül lédús gyümölcshús van. Ebben ülnek a magvak. Az ilyen termés a bogyótermés.
A friss szőlőt gyümölcsként fogyasztjuk. Erre a legalkalmasabbak a szép, nagy szemű, ropogós húsú csemegeszőlők. Fürtjei jól bírják a szállítást és a tárolást. Ezzel szemben a borszőlők vékony héjúak, lédúsak és sok cukrot tartalmaznak.
Hazai bor- és csemegeszőlő fajtáinknak egyik őse a ligeti szőlő, mely főként Délkelet-Európából származik.

## Származása, elterjedése
Megkövesült magok tanúságai szerint a nemzetség ősi fajai a pliocén időszakban legalábbis az északi flórabirodalom a (meleg) mérsékelt égövben mindenfelé nőttek. Termőterületük a jégkorszakban drasztikusan összezsugorodott, a Mediterráneumban és attól északra csak elszigetelt menedékekben élhettek túl. A holocén időszakban a refúgiumokban egymástól genetikailag eltávolodott szőlőfajok ismét terjeszkedni kezdtek. A nemzetség eközben holarktikus maradt: a mintegy hatvan faj többsége Kelet-Ázsiában, illetve Észak-Amerikában él.
A legnagyobb karriert az apró szemű, savanyú bogyójú ligeti szőlő (Vitis silvertis) futotta be. Ezt időszámításunk előtt 4000–5000 évvel vonták termelésbe a Kaukázuson túl, a mai Irán, Örményország, Azerbajdzsán vidékén. Ebből fejlődött ki 2–3000 év termesztés eredményeként a kerti, vagy más néven bortermő szőlő (Vitis vinifera, vagy szinonim neve Vitis sativa).
A holocén időszak elején a Kárpát-medencében is megtelepedett több szőlőfaj, egyebek között a ligeti szőlő is; ezt mára az Észak-Amerikából behozott, majd kivadult parti szőlő sok helyütt kiszorította.

Borok:
A bor nem más, mint erjesztett szőlőlé, tehát szőlőből készül és alkoholtartalma van.
A fehérborok fehér szőlőfajtákból, a vörösborok kék szőlőből készülnek. A Rosék szintén kék szőlőből készülnek, de nem úgy, hogy a fehérbort és a vörösbort összekeverik. A titok az, hogy a kék szőlőt csak rövid ideig, mintegy 4-6 órán át hagyják a héjon ázni.

## Termesztése
A szőlő az egyike a legnépszerűbb és legelterjedtebb gyümölcsöknek a világon. 2021-ben a szőlőt több mint 90 országban termesztették, és az éves termés mennyisége meghaladta a 74 millió tonnát.
A világ legnagyobb szőlő termelői közé tartozik Kína, Olaszország, Spanyolország, az Egyesült Államok és Franciaország. Ezek az országok a 2021-es termelésük alapján az első öt helyen álltak. 2021-ben Kína az éves világ szőlő termésének a 15%-át adta.
A szőlőt bor és a szőlőlé előállítására, valamint aszalt gyümölcsnek és friss gyümölcsnek is termelik.

## A nemzetség fajainak további besorolása

### Muscadiana alnemzetség
Az alnemzetség három faja az USA déli tájain él. Termesztési jelentősége csak a V. rotundifoliának van, termését frissen fogyasztják és bort is készítenek belőle. Az alnemzetség tagjai nem olthatók az Euvitisekkel, és keresztezésük is csak bizonyos feltételek között sikeres.
- Vitis munsoniana – musztángszőlő (p.p.)[7]
- Vitis popenoii
- Vitis rotundifolia – kereklevelű szőlő[7]

### Euvitis alnemzetség

#### Észak-amerikai fajok
A fajcsoport tagjai gyengébb minőségű termést adnak mint európai fajtársaik, azonban ellenállnak az amerikai eredetű szőlőbetegségeknek, a filoxérának, a peronoszpórának és a lisztharmatnak. A filoxéra jellemző kártétele miatt a szőlőtermesztésben elsősorban alanyfajtaként használatosak. Az ún. direkt termő szőlőfajták valamely szülője az észak-amerikai fajtacsoport tagja, boruk azonban magas metil-alkohol-tartalma miatt nem egészséges.
- Mérsékelt égöv alatti fajok
  - keleti csoport
    - Vitis aestivalis – nyári szőlő[7]
    - Vitis bicolor
    - Vitis labrusca – rókaszőlő[7]
    - Vitis lincecumii

  - középső csoport
    - Vitis berlandieri – téli szőlő[7]
    - Vitis candicans (syn.: Vitis mustangensis) – musztángszőlő (p.p.)[7]
    - Vitis cinerea – szürke szőlő[7]
    - Vitis cordifolia
    - Vitis monticola – hegyi szőlő[7]
    - Vitis riparia (syn.: Vitis vulpina) – parti szőlő (illatos szőlő, ripária)[7]
    - Vitis rubra
    - Vitis rupestris – sziklai szőlő (bokros szőlő, homoki szőlő)[7]

  - nyugati csoport
    - Vitis arizonica
    - Vitis californica – kaliforniai szőlő[7]
- Trópusokon élő fajok
  -     - Vitis bourgeana
    - Vitis caribaea
    - Vitis coriaceae

#### Kelet-ázsiai fajok
Érzékenyek az amerikai szőlőbetegségekre.
- hidegtűrő fajok

- - Vitis amurensis – amuri szőlő[7]

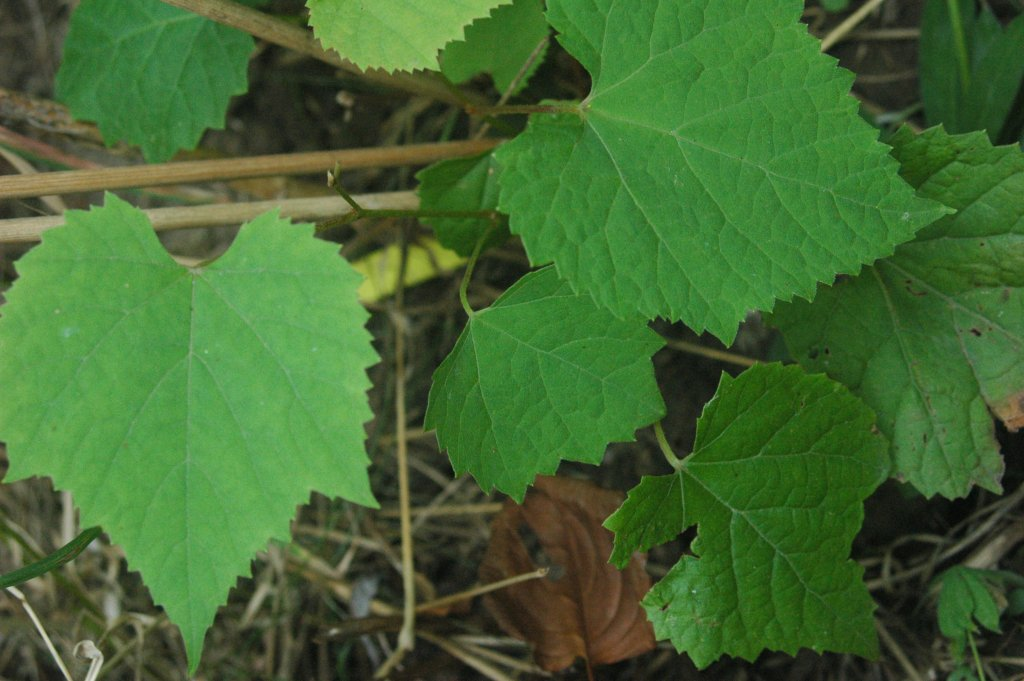
Vitis amurensis – amuri szőlő

  - Vitis coignetiae – rozsdásszőrű szőlő (díszszőlő)[7]
  - Vitis thunbergii
- egyéb fajok
  - Vitis davidii (syn.: Vitis armata) – tüskés szőlő[7]
  - Vitis flexuosa – bozontos szőlő[7]
  - Vitis hexamera
  - Vitis piasezkii
  - Vitis retordii
  - Vitis romanetii
- trópusokon is élő fajok
  - Vitis blancoii
  - Vitis lanata

#### Földközi-tenger melléki (európai) fajok
A szőlőtermesztés és bortermelés számára legfontosabb fajok, alfajok és változatok tartoznak ide.
- Vitis vinifera (syn.: Vitis vinifera subsp. sativa) – bortermő szőlő (szőlő, kerti szőlő, európai szőlő)[7]
  - Vitis vinifera var. antiquorum (syn.: Vitis antiquorum) – makkszőlő[7]
  - Vitis vinifera cv. Apiifolia (syn.: Vitis laciniosa)  – díszeslevelű szőlő[7]
  - Vitis vinifera var. pontica (syn.: Vitis mediterranea, Vitis pontica) – csókaszőlő (cigányszőlő)[7]
  - Vitis vinifera subsp. sylvestris (syn.: Vitis silvestris, Vitis sylvestris) – ligeti szőlő (erdei szőlő)[7]

#### A szerkesztők által eddig be nem sorolt további fajok
| - Vitis acerifolia - Vitis x bourquina - Vitis byzantina var. laciniosa – petrezselyemszőlő - Vitis x champinii - Vitis x doaniana - Vitis girdiana | - Vitis x labruscana - Vitis x novae-angliae - Vitis palmata – macskaszőlő - Vitis shuttleworthii - Vitis tiliifolia |

## Termésük

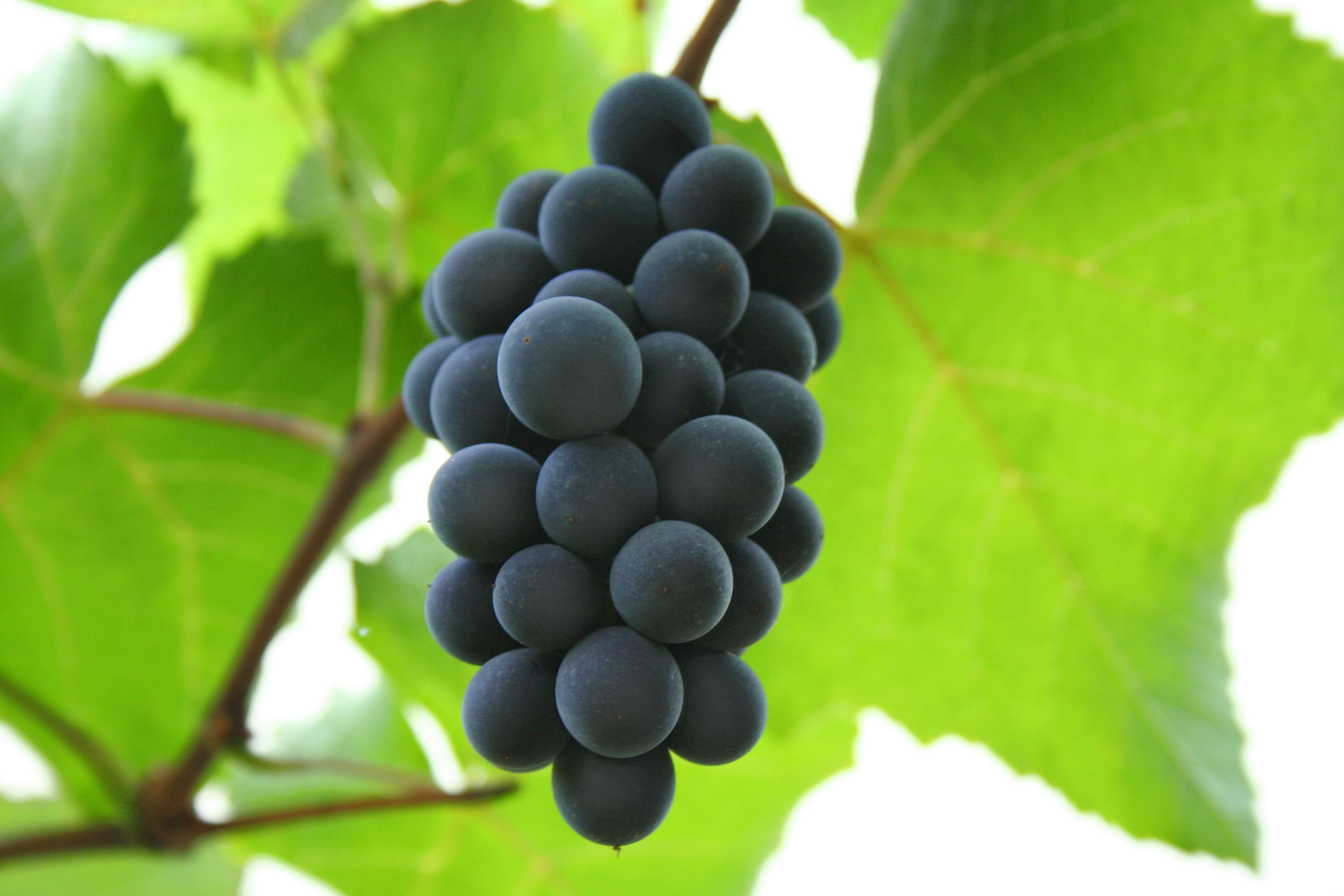
Izabella szőlőfürt

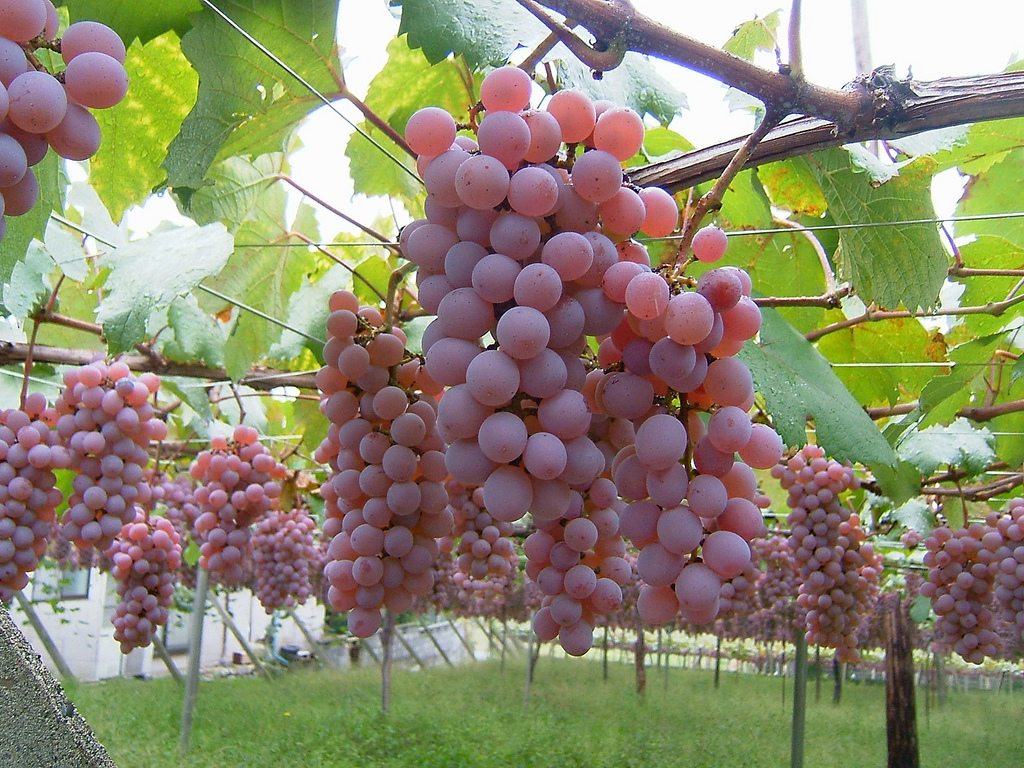
Koshu szőlő

Minden szőlő gyümölcsei 6-300 szemből álló fürtökben rendeződnek el. A szemek színe igen változatos, egy faj alfajainál akár eltérő is lehet. Jellemző szín a fekete, a kék, az arany, a zöld, a lila, a piros, a rózsaszín, a barna, a barackszín és a fehér.
Felhasználásuk sokrétű: készülhet belőlük lekvár, gyümölcslé, bor vagy szőlőmagolaj.
Terméstípusa: bogyótermés.